# El Gran Gama
El "Gran" Gama (22 de mayo de 1878 - 23 de mayo de 1963) también conocido como Gama Pahelvan (en panyabí: گاما پھلوان; en letra shahmukhi, y गामा पहलवान en letra devanagari), y León de Panyab, nacido con el nombre Ghulam Muhammad (urdu: غلام محمد), en Amritsar, fue un renombrado luchador, guerrero y practicante de la lucha pehlwani.
Fue galardonado con la versión del sur de Asia del Campeonato Mundial de Pesos pesados el 15 de octubre de 1910. Hasta la fecha, es el único luchador que ha permanecido imbatible durante toda su vida, que fue larga, ya que su carrera duró más de 50 años. Fue presentado como el mayor luchador Pehlwani de la historia. Después de la independencia de la India en 1947, Gama se trasladó a Pakistán. Kulsoom Nawaz, la esposa de Nawaz Sharif es la nieta de Gama. Ghulam Muhammad pertenecía al clan Butt de Cachemira. Sus descendientes incluyen a "Los Hermanos Bhulo", y al luchador de fama mundial Zubair, alias Jahara. Otros descendientes destacados son: Muazzam Zubair Jahara, Imam Bukhsh II, Sohail Butt, Shoaib Jawad Butt, Hijaz Raza Mir, Ibraz Butt y Ahmad Mir. Las generaciones consecutivas continuarán el legado de lucha en Panyab y ahora Gujranwala aún es el centro de la lucha profesional y es conocida como una ciudad de luchadores en el sur de Asia. La familia Butt de Panyab, que ahora es uno de los grandes clanes en Panyab de Pakistán, especialmente en Lahore, Gujranwala. Gujrat y Sialkot tienen una larga tradición de apoyo y promoción de la lucha en Panyab.

## Primeros años
Ghulam Muhammad, cuyo alias en panyabi era "Gama", hijo del renombrado luchador Muhammad Aziz en Panyab. Maharaja Bhawani Singh, gobernador del estado principesco de Datia, patrocinó al joven luchador y a su hermano Imam Bukhsh. Gama fue visto por primera vez a los diez años, cuando participó en una competición en Jodhpur, que incluía muchos ejercicios extenuantes como las flexiones y sentadillas hindúes. Más de 400 participantes fueron a la competición y el joven Gama se encontraba entre los últimos quince. En ese punto, el maharaja de Jodhpur anunció a Gama como el ganador debido al notable espectáculo de enorme resistencia y dedicación entre muchos otros luchadores más mayores.

## Carrera

### Primer encuentro con Raheem Bakhsh Sultani Wala
La fama le llegó a los 19 años, cuando desafió al campeón de lucha indio, Raheem Bakhsh Sultaniwala, quien también era un luchador panyabí de Gujranwala, en Panyab. Con unos 2,13 metros de alto y un récord impresionante, se creía que Raheem derrotaría fácilmente a Gama, de 1,7 metros. Su única desventaja era su edad, ya que además estaba al final de su carrera. El combate se prolongó durante horas y terminó en un empate. El combate con Raheem fue el punto de inflexión de la carrera de Gama. Después de eso, fue considerado el siguiente contendiente del Campeonato de Lucha Indio. En el primer combate, permaneció defensivo, pero en el segundo, fue ofensivo. A pesar de las hemorragias de la nariz y orejas, consiguió infligir grandes daños a Raheem Bakhsh.